# マルコス・ロベルト・シウベイラ・レイス
マルコス・ロベルト・シウベイラ・レイス（Marcos Roberto Silveira Reis、1973年8月4日 - ）はブラジル連邦共和国サンパウロ州オリエンテ (Oriente) 出身の元サッカー選手。ポジションはゴールキーパー。

## 経歴
1999年にブラジル代表デビュー。ブラジル国内でも有数の実力を持つGKだが、代表ではあまり活躍できなかった。しかし、2001年から多くの試合に出場、2002 FIFAワールドカップでは正GKとしてブラジルの優勝に貢献した。2005年までに27試合に出場した。

## 所属クラブ
- SEパルメイラス 1992-2011

## 代表歴

### 出場大会
- ブラジル代表
  - 2002 FIFAワールドカップ

### 試合数
- 国際Aマッチ 27試合 0得点（1999年-2005年）[1]

| ブラジル代表 | 国際Aマッチ | 国際Aマッチ |
| 年           | 出場        | 得点        |
| ------------ | ----------- | ----------- |
| 1999         | 1           | 0           |
| 2000         | 0           | 0           |
| 2001         | 11          | 0           |
| 2002         | 12          | 0           |
| 2003         | 1           | 0           |
| 2004         | 0           | 0           |
| 2005         | 2           | 0           |
| 通算         | 27          | 0           |

## タイトル

### クラブ
SEパルメイラス
- カンピオナート・ブラジレイロ・セリエA：1993、1994
- サンパウロ州選手権：1993、1994、1996、2008
- トルネイオ・リオ＝サンパウロ：1993、2000
- コパ・ド・ブラジル：1998
- コパ・メルコスール：1998
- コパ・リベルタドーレス：1999
- コパ・ドス・カンピオンイス：2000
- カンピオナート・ブラジレイロ・セリエB：2003

### 代表
ブラジル代表
- 南米ユース選手権：1992
- コパ・アメリカ：1999
- FIFAワールドカップ：2002
- FIFAコンフェデレーションズカップ：2005